# Брюсы
Брюсы (англ. Bruce) — шотландский дворянский род, представители которого в XIV веке занимали престол Шотландии и Ирландии.

## Происхождение
Исследователи, которые занимались происхождением рода Брюсов, представители которой в XIV веке стали королями Шотландии, пытались выводить его из Нормандии. Родоначальником её назывался норвежец Бруси (что на древненорвежском означает «козёл»), сын оркнейского ярла Сигурда и брат ярла Эйнара, который якобы сопровождал Роллона в завоевании Нормандии, построив замок в епархии Кутанса, а позже вернулся на Оркнейские острова, где сам стал ярлом и умер в 1031 году. Однако данная генеалогия не выдерживает критики, ибо название рода, Брюс, скорее всего, происходит от названия замка Брин (фр. Brin) или Брюи (фр. Bruis), развалины которого находились между Шербуром и Валонжем.
В позднесредневековых списках участников битвы при Гастингсе, которые приводил, в частности, Джон Леланд в «Collectanea», упоминается Роберт де Брюс, которого историки XIX века считали родоначальником династии.  Однако автор статьи в «Оксфордской биографической энциклопедии» считает известия Леланда ненадёжными, а настоящим основателем династии Брюсов — Роберта I Брюса. Судя по всему, у него было два брата: Уильям де Брюс, который стал первым настоятелем основанного Робертом I монастыря Гисборо, и Питер I де Брюс.
Судя по всему, происхождение рода связано с владением к югу от Шербура, на оконечности полуострова Котантен (Западная Нормандия), которое в настоящее время называется Брикс.
Род Брюсов происходил из Нормандии. Основатель рода, Роберт де Брюс (Robert de Brus), мелкий дворянин из Котантена, переселился в Англию, по-видимому, вместе с войсками Вильгельма I Завоевателя, и получил во владения земли в Йоркшире. Его сыну Роберту де Брюсу король Шотландии Давид I пожаловал в 1124 году долину реки Аннан в юго-западной части страны. Таким образом, Роберт де Брюс стал 1-м лордом Аннандейла.
Генрих I захватил английскую корону в августе 1100 года. Роберт I Брюс, судя по всему, поддерживал завоевание Нормандии английским королём Генрихом I, от которого он позже получил земли в Северной Англии. Пожалованные ему земли составили одно из значительных феодальных владений в Йоркшире, позже получившее название баронии Скелтон.  Первоначально в её состав вошли 80 поместий, которые в основном были сосредоточены в уэпентейке Кларо, позже Брюс получил ещё 30 поместий около Скелтона, ранее принадлежавшие графу Мортену. Около 1119 года его владения были расширены к северу от реки Тис за счёт пожалования поместий в Харте и Хартнессе (графство Дарем). Значимость Брюса в это время подчёркивается тем фактом, что информация о его поместьях была между 1114 и 1119 годами добавлена в соответствующий раздел «Книги Страшного суда», что является достаточно уникальным событием. Как отмечает историк Рут Блэкели, сделанные Брюсу пожалования были, скорее всего, не наградой за прошлую лояльность; он получил ответственность за обеспечение мира на севере Англии. Построенный Робертом Скелтон, ставший центром баронии, стал одним из укреплений, с помощью которых нормандские короли Англии установили контроль над Северной Англией.
В 1124 году шотландский престол унаследовал Давид I. Вскоре после коронации новый шотландский король передал в лён Роберту Брюсу, с которым был достаточно хорошо знаком, долину реки Аннан в юго-западной Шотландии, став 1-м лордом Аннандейла. Вероятно это пожалование было сделано сразу после коронации, поскольку королевская хартия была выпущена в Скуне. Новые владения Роберта находились на территории исторического графства Дамфисшир и ограничивались областями Донегал, Стратнит (Нитсдейл) и владениями Ранульфа ле Мешина, графа Честера, в Камберленде. В результате этого пожалования Роберт стал первым бароном, который был главным арендатором как английского, так и шотландского короля; эта двойственность положения сохранялась до самой его смерти. В итоге потомки второго сына Брюса стали одним из многочисленных баронских родов, владевших землями по обе стороны англо-шотландской границы, и которые в значительной степени способствовали стабильности региона и сплочённости Английского и Шотландского королевств. Замок Аннан, в то время главное укрепление Аннандейла, возможно, был передан ему ранее, поскольку замки могли строить только «норманны».
После смерти Роберта де Брюса его владения были разделены между двумя сыновьями. Старший, Адам I де Брюс, получил баронию Скелтон, став родоначальником Скелтонской ветви Брюсов, угасшей в 1272 году. В отличие от младшего брата, Адам и его потомки были вассалами только королей Англии. Второй сын, Роберт (II), получил Аннандейл, часть поместий в Йоркшире, а также Харт и Хартнесс в Дареме, став родоначальником шотландской линии.

## Шотландская ветвь
Роберту Брюсу, 2-му лорду Аннандейла, удалось добиться признания королём Шотландии права наследования своих земель в мужской линии. Его внук Роберт Брюс, 4-й лорд Аннандейла, взял в жены Изабеллу, вторую дочь Давида Хантингдонского, брата шотландских королей Малкольма IV и Вильгельма Льва. Этот брак обеспечил в будущем возможность представителям рода Брюсов предъявить претензии на шотландский престол.
Роберт Брюс, 5-й лорд Аннандейла, в период правления Александра III был неофициально признан ближайшим наследником шотландской короны после сына короля. 5-й лорд Аннандейла играл значительную роль в политической борьбе в стране в середине XIII века, а после смерти единственной внучки Александра III королевы Маргариты в 1290 г. предъявил претензии на престол. Однако корона досталась в 1292 году Иоанну Баллиолю.
Роберт Брюс, 6-й лорд Аннандейла, отличавшийся в молодости особенной красотой, был похищен графиней Каррикской Марджори и тайно женился на ней, несмотря на недовольство короля Александра III. Их сын, Роберт Брюс унаследовал в 1292 году графство Каррик.
После английского завоевания Роберт Брюс и Джон III Комин присоединились к борьбе за независимость Шотландии, которую возглавил Вильям Уоллес. Пленение и казнь национального героя Уоллеса изменили расстановку шотландских сил: теперь Брюс и Комин стали соперниками. Однажды они встретились на нейтральной территории, в графстве Дамфри, в Церкви Серых Братьев (Greyfriars Church). Между ними вспыхнула ссора — и Роберт Брюс поразил Джона Комина ударом в сердце. За это папа Климент V отлучил Брюса от церкви.
В 1306 году Роберт Брюс был коронован в Скуне. В 1314 году король Роберт I разгромил английскую армию при Бэннокбёрне, утвердив тем самым независимость Шотландии.

## Короли Шотландии
- Роберт I Брюс, король Шотландии в 1306—1329 годах, лидер войны за независимость страны.
- Давид II, сын Роберта I, король Шотландии в 1329—1332 и 1336—1371 годах.

Давид II не имел детей, в результате чего престол Шотландии перешёл к его племяннику, Роберту II Стюарту, основателю династии Стюартов.

## Графы Элгин и Кинкардин
От Робера де Брюса, как считается, ведут своё происхождение и нынешние графы Элгин. Эдуард Брюс (1548—1611), принимавший участие в возведении Иакова VI на английский престол, был возведён в баронское достоинство, а 3-й барон Брюс в 1633 году — в достоинство графа Элгин. По смерти 4-го графа, не оставившего потомства, графский титул перешёл в боковую линию, которая носила уже титул графов Кинкардин. Из этой фамилии пользовались особенной известностью графы Томас, Джеймс и Виктор.

## Замки Брюсов
- Файви
- Эртх (Airth)
- Мунесс (Muness)
- Томастон (Thomaston Castle[англ.])
- Кулросс (Culross Palace[англ.])
- Клэкмэннен (Clackmannan Tower)
- Фингаск (Fingask)
- Кинросс (Kinross House)
- Лохливен (Lochleven)
- Лохмэйбен (Lochmaben)
- Тёрнберри (Turnberry)

## Брюсы в России
Вилим Яковлевич Брюс (ум. в 1680), сын шотландского офицера Якоба Брюса, поступил на русскую службу в качестве полковника артиллерии, стоял со своим полком у Пскова. При царе Федоре Алексеевиче генерал-майор.
- Его сын, Яков Вилимович (1669—1735) — генерал-фельдмаршал, возведён Петром I 18 февраля 1721 года в графское достоинство Российской империи.
- Роман Вилимович — первый обер-комендант Петербурга.
- Александр Романович — возведён в графское достоинство 29 марта 1740 г.
- Граф Яков Александрович (1732—1791) — генерал-аншеф, главнокомандующий в Москве, кавалер ордена Святого Андрея (1783), женат на графине Прасковьи Александровне Румянцевой.
- Граф Александр Романович (ум.1752) — женат с 1745 года на княжне Екатерине Алексеевне Долгорукой (бывшая невеста Императора Петра III).
- Графиня Екатерина Яковлевна Брюс — жена графа Василия Валентиновича Мусина-Пушкина (ум. 1836). По указу Императора Павла, от 18 ноября 1796 года, ему дозволено было присоединить к своей фамилии фамилию Брюс и именоваться: граф Мусин-Пушкин-Брюс[14].

Родословная Брюсов приведена в 1-м томе «Русской родословной книги» кн. Лобанова-Ростовского (С. 81—82).